# Kachō Hiroatsu
Le prince Kachō Hiroatsu (華頂宮博厚親王, Kachō no miya Hiroatsu Shinnō), 18 janvier 1875 - 15 février 1883, est le deuxième chef de la branche collatérale Kachō-no-miya  de la famille impériale du Japon.
Kachō Hiroatsu est le fils du prince Kachō Hirotsune et succède à son père comme chef de la Maison Kachō-no-miya le 25 mai 1876. En raison de son très jeune âge, il est officiellement adopté par l'empereur Meiji. De faible constitution, Hiroatsu meurt le 15 février 1883.
Pour empêcher la lignée Kachō-no-miya de s'éteindre, l'empereur Meiji désigne le prince Fushimi Hiroyasu pour reprendre le titre en 1883.

## Source de la traduction
- (en) Cet article est partiellement ou en totalité issu de l’article de Wikipédia en anglais intitulé « Prince Kachō Hiroatsu » (voir la liste des auteurs).